# Surprise Attack (videogioco)
Surprise Attack è un videogioco arcade sviluppato e pubblicato nel 1990 da Konami.

## Trama
Il protagonista è il sergente John Ryan della Special Task Force che deve affrontare una organizzazione terroristica che ha piazzato alcune bombe sulla Luna, inviando un ultimatum di 25 ore alla Terra.

## Modalità di gioco
Surprise Attack viene descritto come un incrocio tra Rolling Thunder e Shinobi. I livelli bonus del gioco sono costituiti da quiz riguardanti scienza e fantascienza.

## Sviluppo
È uno dei pochi videogiochi d'azione sviluppati da Konami non basati su un franchise già esistente. In un'intervista il game designer del gioco ha dichiarato che originariamente doveva essere un omaggio ad un film, il cui titolo non è stato divulgato, del quale non è stata ottenuta la licenza.